# Мак-Коннелл, Уильям Джон
Уи́льям Джон Мак-Ко́ннелл (англ. William John McConnell; 18 сентября 1839, тауншип Коммерс, Мичиган — 30 марта 1925, Москоу, Айдахо) — сенатор от Айдахо, впоследствии 3-й губернатор Айдахо.

## Биография
Уильям Джон Мак-Коннелл родился 18 сентября 1839 года в местечке Коммерс в штате Мичиган. После получения среднего образования он в 1860 году переехал в Орегон. Через три года Мак-Коннелл переехал на только созданную территорию Айдахо. Там он участвовал в строительстве первой ирригационной системы в регионе. Спустя несколько лет он вернулся в Орегон, где вошёл в Сенат штата. По получению в 1890 году Айдахо статуса штата Мак-Коннелл избрался сенатором США.
В 1893 году Уильям Мак-Коннелл избрался губернатором Айдахо от республиканской партии. В 1895 году ему удалось переизбраться на второй срок. Губернаторство Мак-Коннелла было омрачено беспорядками среди рабочих и нерешённой проблемой свободной чеканки серебра (англ.). С другой стороны, несмотря на противостояние легислатуры Айдахо, состоящей тогда в основном из демократов и популистов, Мак-Коннеллу удалось провести передовое на то время трудовое законодательство и ввести избирательное право для женщин; был принят закон об окружном орошении, учреждено два педагогических училища. Помимо этого, по закону Кэри от 1894 года (англ.) под юрисдикцию Айдахо перешёл один миллион акров (4047 км²), находившихся в федеральной собственности. В 1897 году второй губернаторский срок Мак-Коннелла подошёл к концу, после чего он до 1901 года занимал должность в Бюро по делам индейцев. С 1909 по 1925 годы Мак-Коннелл служил контролёром в службе иммиграции.
Уильям Мак-Коннелл был женат на Луизе Браун, от которой имел пятеро детей. 30 марта 1925 года в городе Москоу он скончался.